# Halli Galli
Halli Galli est un jeu de société de rapidité et d'observation où le but est de gagner toutes les cartes.

## Règles du jeu
Sur les cartes se trouvent de 1 à 5 fruits (bananes, fraises, prunes et citrons verts).
Toutes les cartes sont réparties de manière équitable entre les joueurs.
Ensuite, à tour de rôle, chaque joueur retourne une carte. Dès que 5 fruits identiques figurent parmi les cartes retournées, tous les joueurs essayent de frapper la sonnette. Le joueur qui sonne le premier gagne toutes les cartes face visible.
Si un joueur sonne alors qu'il n'y a pas 5 fruits identiques, il doit donner une carte à chacun
Si un joueur n'a plus de carte il peut quand même jouer et taper sur la sonnette, mais s'il tape et qu'il n'y a pas 5 fruits identiques, il devra des cartes aux joueurs quand il en aura.

### Éditions
Halli Galli existe en diverses éditions : Halli galli Junior, Halli Galli, Halli Galli extrême ou Halli Galli Xmas edition.
Il a également été édité sous le nom de Dringo chez Ravensburger. La première version date de 1990 chez Nathan et s'appelait Toufruit. Il faudra toutefois attendre 1992 pour voir apparaître ce qui fait tout le charme du jeu : la sonnette.

### Liens
- Règle en français sur le site web Ludism
- Le jeu Halli Galli sur L'Escale à jeux
- (en) Halli Galli sur BoardGameGeek